# Траудль Юнге
Гертрауд «Траудль» Юнге, уроджена Гумпс (нім. Gertraud "Traudl" Junge (Humps); 16 березня 1920, Мюнхен — 10 лютого 2002, Мюнхен) — одна з чотирьох особистих секретарів Адольфа Гітлера (1942—1945).

## Біографія

### Ранні роки
Гертрауд «Траудль» Гумпс народилася в Мюнхені в родині пивовара «Löwenbrauerei» і лейтенанта резервної армії Макса Гумпса і його дружини Гільдегард, уродженої Цоттманн. У неї була молодша сестра Інге (1923—2008). Коли Гертрауд було 5 років, батько залишив сім'ю, переселившись до Туреччини, щоб працювати там за фахом. Гільдегард відмовилася послідувати за чоловіком і зажадала розлучення (Макс Гумпс не давав про себе знати аж до 1933 року). Траудль разом з сестрою виросла в домі свого діда по материнській лінії генерала Максиміліана Цоттманна (1852—1942). У дитинстві вона мріяла стати танцівницею.
У 1935 році вступила в Союз німецьких дівчат. У 1936 році вона не змогла піти в гімназію через відсутність у матері можливості оплати за навчання і залишила ліцей, здобувши неповну середню освіту. Щоб заробити грошей, вона працювала конторським службовцем, помічником шеф-редактора газети «Rundschau-Verlag», секретарем на металургійному підприємстві. У 1937 році Гертрауд трохи попрацювала моделлю для статуї скульптора Вальтера Оберольцера, яка в той же рік була виставлена в Будинку німецького мистецтва в Баварії. У 1941 році Гертрауд успішно здала іспит для подальшого заняття танцями і подала заяву про звільнення, але «Rundschau-Verlag» відмовило їй в цьому, оскільки Німеччина до того моменту вже вступила у війну з Радянським Союзом (а перехід на інше місце роботи або навчання був дозволений тільки за згодою роботодавця). Тоді Юнге попросила про допомогу Інге (яка тоді танцювала в Німецькому театрі в Берліні), і вже Інге через свою кращу подругу вийшла на Альберта Бормана, який організував Юнге офіційний виклик на роботу в Берлін.

### Особистий секретар Гітлера
Переїхавши в Берлін, Юнге за рекомендацією Альберта Бормана отримала місце в рейхсканцелярії, де сортувала пошту і пізніше взяла участь (за порадою того ж Альберта Бормана) у внутрішньослужбовому конкурсі на місце секретаря Гітлера, оскільки його тодішня секретарка Герда Крістіан повинна була піти у відпустку. Гертрауд не збиралася працювати на цій посаді тривалий час, оскільки мріяла продовжити кар'єру танцівниці, але під час конкурсу поводилась спокійно і зробила найменшу кількість помилок в диктанті. На початку грудня 1942 року разом з десятьма іншими дівчатами пройшли іспит, Гертрауд прибула поїздом в «Вольфсшанце», де в той момент перебував Гітлер, і всі вони пройшли ще один іспит на професійну придатність. Таким чином, Траудль Юнге, Йоганна Вольф, Кріста Шредер і Герда Крістіан, остаточно сформували квартет особистих секретарів Гітлера.
«Мені було 22 роки, і я нічого не знала про політику, вона не цікавила мене.» — сказала Юнге через кілька десятиліть. Вона також сказала, що відчуває за собою велику провину за «...симпатію до одного з найбільш великих з коли-небудь жили злочинців.»
«Визнаю, я була зачарована Адольфом Гітлером. Він був приємним начальником і батьківським другом. Я свідомо проігнорувала всі голоси попередження, які звучали в мені і насолоджувалася часом, проведеним в його товаристві майже до самого кінця.»
За підтримки Гітлера в червні 1943 року Гертрауд вийшла заміж за камердинера фюрера Ганса-Германа Юнге. Гітлер особисто повідомив Юнге про смерть її чоловіка, який загинув в бою у французькому Дре, і попросив її залишитися його секретарем, пообіцявши їй усіляку підтримку. Юнге працювала на Гітлера спочатку в Берліні, потім у його резиденції Берггоф в Берхтесгадені, потім в «Вовчому лігві» в Східній Прусії і, нарешті, знову в Берліні в фюрербункері.
У 1945 році Юнге перебувала з фюрером і його соратниками в фюрербункері до останньої хвилини. Вона надрукувала останнє політичне побажання і заповіт Гітлера за півтора дня до його смерті. За власними словами, вона грала з дітьми Йозефа Геббельса, коли «Раптово [...] лунає звук пострілу, настільки голосного і так близько, що всі ми затихає. Це відлунює через всі кімнати. "Пряме влучення!" Кричить Гельмут [Геббельс], не підозрюючи, як він має рацію. Тепер фюрер мертвий ».
1 травня 1945 року близько пів на дев‘яту вечора Юнге покинула фюрербункер разом з Вільгельмом Монке. Також в групі були особистий пілот Гітлера Ганс Баур, начальник охорони Йоганн Раттенгубер, секретар Герда Крістіан, дієтлікар Констанція Манціарлі, секретар Мартіна Бормана Ельза Крюгер і доктор Ернст Гюнтер Шенк. Юнге, Крюгер і Крістіан зуміли вибратися з Берліна і рушили на Ельбу, щоб перейти кордон західного фронту, в той час як більшість інших були взяті в полон радянськими військами вранці 2 травня в підвалі на алеї Шенгаузер.

### Після війни
Через місяць Юнге, не діставшись до Ельби, повернулася до Берліна і, проживши там приблизно тиждень під ім'ям Герда Альт, спробувала сісти на поїзд і поїхати в західну частину Німеччини, але 9 червня 1945 року була заарештована радянськими контррозвідниками.
Юнге часто переводили з однієї в'язниці в іншу і допитували щодо її ролі в оточенні Гітлера і обставин його самогубства. У грудні 1945 року Юнге була випущена з в'язниці, але їй дозволялося пересуватися тільки радянським сектором Берліна. Напередодні нового 1946 вона захворіла на дифтерію і була госпіталізована в британський сектор, де протягом двох місяців пролежала в лікарні. За цей час її мати зробила різні заходи, завдяки яким Юнге 2 лютого 1946 року одержала необхідні папери і змогла перебратися з радянського сектора в британський, а там вирушила на південь до американського сектора — в Баварію. Там Юнге протягом короткого періоду знову була допитана, цього разу американцями, після чого остаточно відпущена.
Хоча Юнге не була членом НСДАП, вона в 1947 році пройшла процес денацифікації.

### Подальше життя
Про повоєнне життя Юнге відомо лише те, що вона продовжувала працювати секретарем в різних організаціях і підприємствах. Довгий час вона працювала головним секретарем в редакції тижневика «Quick» і в Союзі Баварських Земель по догляду за домашніми тваринами. Двічі вона їздила до Австралії, де жила її сестра (під ім'ям Інге Кає), і клопотала про дозвіл на постійне проживання там, але прохання було відхилене через її нацистське минуле.
Про її персону публічно стало відомо тільки в 1970-х, коли вона дала інтерв'ю для документального серіалу «Світ у війні».
Траудль Юнге є автором книги спогадів «До останньої години», на основі якої було знято художній фільм «Бункер» (2004) (роль Юнге зіграла Олександра Марія Лара). Книгу Юнге написала ще в 1947 році у відповідь на пропозицію її знайомого підприємця, але тоді її не стали публікувати через те, як вона сама пояснила пізніше, що «історія буде не цікава».
Померла на 82-му році життя від раку в одній з клінік Мюнхена 10 лютого 2002 року.

## Цікаві факти з інтерв'ю
- Гітлер не любив тепла.
- Перше враження про Гітлера: «Привабливий, тихий, імпозантний пан».
- Гітлер був дуже охайний, щоразу після спілкування зі своєю улюбленою собакою Блонді мив руки.
- Коли вона увійшла в кімнату для проходження диктанту, Гітлер запропонував їй електронагрівач, помітивши, що їй холодно.
- Під час перевірки у неї спочатку тремтіли пальці, і вона стала робити багато помилок, але в цей момент подзвонив Ріббентроп. Гітлер відволікся, Юнге заспокоїлася і врешті-решт добре впоралася зі своїм завданням.
- Його особисті секретарі ніколи не друкували або оформляли військову інформацію, тільки приватну або державну.
- Після Сталінградської битви Гітлер припинив обідати і вечеряти зі своїми офіцерами в офіцерській їдальні, тепер він став приймати їжу по черзі зі своїми секретарями, не люблячи при цьому «розмови про політику».
- У приватній сфері Гітлер ніколи не кричав і не говорив голосно, часто і з задоволенням вживав австрійські діалектизми.
- Через постійні проблеми зі шлунком фюрер був дуже залежний від свого лікаря Теодора Морелля, його призначень.
- При секретарях Гітлер ніколи не говорив «про євреїв» і тільки єдиний раз в Берггофі згадав в нейтральній формі про концентраційні табори.
- Юнге згадує про випадок (свідок — її чоловік) з Генрієттою фон Ширах, яка, будучи запрошена в Берггоф, стала несподівано розповідати Гітлеру про «жахливі, нелюдські випадки поводження з євреями в Амстердамі». Гітлер був дуже роздратований і відповів: «Ви не повинні втручатися в речі, яких Ви не розумієте», встав і вийшов з кімнати і більше ніколи її не запрошував в Берггоф.